# Porphyrinia purpurata
Porphyrinia purpurata là một loài bướm đêm trong họ Noctuidae.